# 806
Năm 806 là một năm trong lịch Julius.